# Eclipse (software)
Eclipse este un mediu de dezvoltare open-source scris preponderent în Java. Acesta poate fi folosit pentru a dezvolta aplicații Java și, prin intermediul unor plug-in-uri, în alte limbaje, cum ar fi C, C++, COBOL, Python, Perl și PHP. De dezvoltarea sa se ocupă Fundația Eclipse.

## Arhitectură
Eclipse este platforma extinsă a clientului (RCP - eng. rich client platform). Este compusă din următoarele componente:
- Nucleul platformei (încărcare Eclipse, module de lansare);
- OSGi (mediu standard de livrare);
- SWT (set de instrumente widget portabile);
- JFace (procesare de text, editoare de text);
- Eclipse mediu de lucru (panouri, editori, proiecții).

GUI în Eclipse este scris folosind setul de instrumente SWT. Acesta din urmă, spre deosebire de Swing (care emite independent controale grafice), utilizează componentele grafice ale sistemului de operare dat. Interfața de utilizator Eclipse depinde, de asemenea, de un strat intermediar GUI numit JFace, care simplifică construirea unei interfețe utilizator bazate pe SWT.

## Ultimele versiuni

### Eclipse 3.3.2 (Europa Winter)
Numărul de noi subproiecte (gestionate atât de Fundația Eclipse, cât și de terți) crește rapid. Trebuie să coordonăm eforturile unui număr mare de dezvoltatori și să propunem reguli generale — «Eclipse Development Process».
Cea mai recentă versiune include 21 de subproiecte.

### Eclipse 3.4 (Ganymede)
Ganymede (06.2008) cuprinde 23 de subproiecte:
| - Eclipse Project 3.4 - Equinox 3.4 - Eclipse Communication Framework Project 2.0.0 - Eclipse Model Framework Technology - Eclipse Modeling Framework 2.4.0 - Eclipse Packaging Project 1.0.0 - Eclipse Web Tools Platform Project 3.0.0 - Graphical Editor Framework 3.4.0 - Graphical Modeling Framework 2.1 - Model Development Tools. 1.1 - Data Tools Platform (DTP) 1.6 - Device Software Development Platform Project Device Debugging 1.0 - Device Software Development Platform Project Target Management 3.0 | - Buckminster Component Assembly 1.1 - BIRT 2.3.0 - C/C++ Development Tool (CDT) 5.0.0 - Dynamic Languages Toolkit 0.95 - Model to Text (M2T) 0.9.0 - Model-to-Model Transformation (M2M) - Mylyn 3.0 (task-focused UI) - Rich Ajax Platform (RAP) 1.1 - SOA Tools (STP) 1.0 - Subversive — SVN Team Provider - Target Management 3.0 - Test and Performance Tools Platform Project 4.5.0 |

### Eclipse 3.5 (Galileo)
Ultima lansare a programului Galileo, prezentată publicului la 24 iunie 2009, cuprinde 33 de subproiecte:
| - Eclipse Platform 3.5 - Eclipse Project 3.5.0 - Eclipse Modeling Framework (EMF) 2.5.0 - Eclipse Packaging Project 1.1.0 - Eclipse Web Tools Platform Project WTP 3.1.0 (Galileo) - EclipseLink Project 1.1.2 - Accessibility Tools Framework 0.7.0 - Business Intelligence and Reporting Tools (BIRT) - C/C++ Development Tooling (CDT) 6.0 - Dali Java Persistence Tools 2.2 - Data Tools Platform 1.7 (Galileo) - Dynamic Languages Toolkit 1.0 - Equinox 3.5 - GEF — Graphical Editor Framework 3.5.0 - Graphical Modeling Framework 2.2.0 - Java Workflow Tooling JWT 0.6 - JDT — Java development tools - M2T JET (Java Emitter Templates) — aka JET2 M2T JET 1.0.0 (Galileo) - Memory Analyzer 0.8.0 | - Mobile Tools for Java - Model To Text (M2T) 1.0.0 - Model-to-Model Transformation (M2M) Galileo Simultaneous Release - Monitoring Tools 4.6 - Mylyn 3.2 - PHP Development Tools 2.1.0 - Rich Ajax Platform 1.2 - Riena Platform Project 1.1.0. - SCA Tools 2.0.0 - SOA Tools 2.0 - Source Editing 3.1.0 (Galileo) - Swordfish 0.9.0 - Target Management 3.1 - Test and Performance Tools Platform Project 4.5.3 - Testing Tools TPTP v4.6 - Textual Modeling Framework org.eclipse.xtext - Tools for mobile Linux 0.3 - TPTP Platform TPTP v4.6 - Tracing & Profiling Tools TPTP v4.6 |